# Jane's Addiction
Jane's Addiction, grup de rock alternatiu de Los Angeles Califòrnia, va ser format a mitjans dels 80 per Perry Farrell, Dave Navarro, Eric Avery i Stephen Perkins.
Se'ls considera un dels pilars del rock alternatiu, i un avanç del que representarien els anys 90 en la música. A pesar de ser un grup format en els 80, i que desenvolupen la major part de la seva carrera en aquesta dècada, a Jane's Addiction se'ls hi col·loca habitualment en el sac dels grups dels 90, perquè encaixen perfectament en l'esperit de la dècada.
En canvi en els 80 Jane's Addiction era un grup estrany, arriscat. Coincideixen en la mateixa època i ciutat que Red Hot Chili Peppers, que intenten donar també un nou concepte al rock, fusionant-lo amb el funk i el rap, i que uns incipients Guns N' Roses, que intenten fer el propi canviant-li la cara per complet al hard rock; sovint són comparats a causa de la seva influència i la renovació que van representar en una època determinada.
A pesar que Farrell solia menysprear a Guns N' Roses per la seva apropiació de tots els clixés rockers, Martin Scorsese els uneix per a sempre en una picada d'ullet de la pel·lícula Cape Fear, al mostrar un clip de Jane's acompanyat de música dels Guns.

## Primera època
Musicalment parteixen de propostes molt líriques, a les quals afegixen una agressivitat intel·lectual; les guitarres de Navarro són intenses, enormes a vegades, però netes. La veu de Farrell és potent i amenaçadora, però no està exempta de dolçor. Les línies de baix d'Eric Avery són hipnòtiques, i sovint la seva música té un toc atmosfèric, i Stephen Perkins és enlluernador amb els seus ritmes.
Alhora, conreaven una imatge artística i perillosa, a mig camí entre l'art-rock i el Glam rock. Les seves influències més reconegudes són The Velvet Underground i Led Zeppelin, encara que si se'ls escolta amb deteniment es poden reconèixer també matisos de David Bowie o Black Sabbath.
Els seus tres primers discos, `Jane's Addiction´, `Nothing's shocking´ i `Ritual de lo Habitual', conformen una trilogia imprescindible en la fonoteca de qualsevol afeccionat.
`Nothing's shocking´ és sovint tinguda per la seva obra mestra, potser per l'enorme impacte que va tenir en el seu moment; va ser un disc que va marcar una diferència amb tot el que s'escoltava.
Després del tercer àlbum, que va incloure una gira espanyola, el grup es va separar, durant una accidentada gira que va acabar amb Farrell i Navarro barallant-se a cops de puny davant d'un multitudinari públic. La seva fama havia anat creixent, i Jane's Addiction estaven passant de ser un grup alternatiu a ser capaços d'omplir estadis; aquesta etapa del grup veurà el naixement del festival de música alternativa Lollapalooza, creat i organitzat per Perry Farrell.
En l'últim concert de la gira de 1991, el grup al complet es llança sobre el seu públic a manera de comiat. El grup se separava en el seu cim, besant la fama mundial i en el punt més àlgid de la seva creativitat.

## Segona època
Perry Farrell va formar Porno for Pyros amb l'ajuda de Stephen Perkins i van gravar dos discos, amb el seu acostumat lirisme i un concepte escènic més teatral. Farrell s'involucrà més en el festival Lollapalooza, un festival itinerant, que passa de ser un esdeveniment alternatiu per a acabar sent festival de masses mundialment famós.
Dave Navarro es va unir a Red Hot Chili Peppers i va gravar amb ells un disc, One Hot Minute, després del qual va deixar el grup. En els següents anys, la llegenda de Jane's Addiction no va fer més que créixer, la seva legió de fans va augmentar, i els nous grups que van sorgir durant la dècada es declaraven admiradors de la banda. Les tensions entre Navarro i Farrell es van minorar amb el temps, i es va editar un disc anomenat Kettle Whistle, que incloïa diverses rareses, temes inèdits en directe, en el qual cabria destacar la torbadora bellesa de slow divers, cançó ja coneguda pels fans. El disc incloïa una novetat: un tema nou, gravat per uns reunificats Jane's Addiction i amb Flea, de Red Hot Chili Peppers, al baix, ja que Eric Avery mai va voler participar en la reunió. Això va donar pas a una multitudinària gira que es va rebre amb entusiasme, i la gira a un nou disc.
Entre 2012 i 2022, la banda es va mantenir activa amb gires i actuacions ocasionals. L'agost de 2022, Avery es va unir a la banda després d'una absència de dotze anys, abans d'una gira conjunta amb els Smashing Pumpkins. A causa de complicacions contínues amb la COVID-19, Navarro va ser substituït per Troy Van Leeuwen, guitarrista de Queens of the Stone Age durant la gira. Quan Farrell, Avery i Perkins van començar a treballar en nou material, Navarro va romandre absent de la banda i Josh Klinghoffer va ser el seu substitut de gira el 2023. El 2024, Navarro va tornar a Jane's Addiction, marcant la reunió completa de la formació de l'era clàssica de la banda.

## Discografia
- Jane's Addiction
- Nothing's shocking
- Live and Rare
- Ritual de lo Habitual
- Ketle Whistle
- Strays